# Painopää
Painopää är ett berg i Finland. Det ligger i Sodankylä i landskapet Lappland, i den norra delen av landet, 900 km norr om huvudstaden Helsingfors. Toppen på Painopää är 526 meter över havet.
Terrängen runt Painopää är huvudsakligen platt. Painopää är den högsta punkten i trakten. Trakten runt Painopää är nära nog obefolkad, med mindre än två invånare per kvadratkilometer. Det finns inga samhällen i närheten.  